# جاريد نيوسون
جاريد نيوسون (بالإنجليزية: Jared Newson)‏ (و. 1984  م) هو لاعب كرة السلة أمريكي، ولد في بلفيل، مركز لعبه هو مدافع مسدد الهدف.

## روابط خارجية
- جاريد نيوسون على موقع كرة السلة الأوروبية.كوم (الإنجليزية)
- جاريد نيوسون على موقع كلية كرة السلة في سبورتس رفرنس.كوم (الإنجليزية)
- جاريد نيوسون على موقع ريلجم (الإنجليزية)
- جاريد نيوسون على موقع بروبوليرز (الإنجليزية)
- جاريد نيوسون على موقع سبورتس رفرنس (الإنجليزية)
- جاريد نيوسون على موقع سبورتس رفرنس (الإنجليزية)